# Мунтингиевые

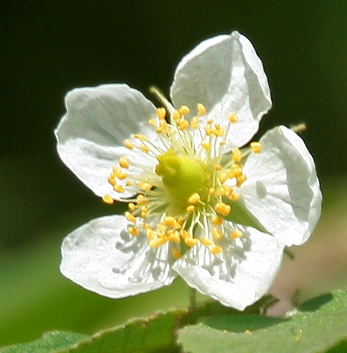
Мунтингия калабура. Цветок крупным планом

Мунтингиевые (лат. Muntingiaceae) — семейство двудольных растений, распространённых в тропических областях Южной и Центральной Америки. Согласно Системе классификации APG III (2009), семейство входит в состав порядка Мальвоцветные.
Представители семейства — кустарники и деревья высотой до 12 м.

## Использование
Наиболее известный вид семейства — Мунтингия калабура (Muntingia calabura). Это растение, известное также под названиями «ямайская вишня» и «панамская вишня», культивируется как в Америке, так и в других странах (например, на острове Гуам) ради съедобных плодов, которые используются как в сыром виде, так и для изготовления джема.

## Роды
По информации базы данных The Plant List, семейство включает три монотипных рода:
- Dicraspidia Standl. (1929) — Дикраспидия
  - Dicraspidia donnell-smithii Standl. (1929). Растение из Панамы и Коста-Рики[3]. Вид назван в честь американского ботаника Джона Доннелла Смита (1829—1928), столетие со дня рождения которого отмечалось в 1929 году.
- Muntingia L. (1753) — Мунтингия. Ранее род входил в состав семейства Элеокарповые (Elaeocarpaceae)[1].
  - Muntingia calabura L. (1753) — Мунтингия калабура
- Neotessmannia Burret (1924) — Неотессманния
  - Neotessmannia uniflora Burret (1924) — Неотессманния одноцветковая. Растение из Перу[4].

Иногда в семейство помещают также род Petenaea Lundell.